# Zonder titel (Femmy Otten)
Op de begraafplaats De Nieuwe Ooster staat een titelloos artistiek kunstwerk van Femmy Otten.
Otten was nog in opleiding aan de Rijksakademie van beeldende kunsten toen zijn een sculptuur mocht leveren voor de expositie Afterlife, georganiseerd door Tot Zover dat op de terreinen van de begraafplaats is gevestigd. Veertien kunstenaar waaronder Leonid Tsvetkov en Valeska Soares, leverden in 2011 en 2012 werk voor deze tijdelijke tentoonstelling annex beeldentuin. Daar waar andere kunstwerken weer verdwenen bleef het beeld van Otten staan. Haar beeld werd gebruikt om de plaats te markeren waar beenderen worden bewaard uit graven die om welke redenen dan ook geruimd zijn. Zij worden centraal bewaard. Otten kwam met een beeld uit carraramarmer in de vorm van een sereen kijkend edoch glimlachend vrouwenhoofd, dat vanuit de grond rijst. De vrouw draagt daarbij een medaillon. Het medaillon kan door eenieder denkbeeldig ingevuld worden met de naam van de persoon die ze willen herdenken. Vanaf de onthulling op 28 juni 2012 bleken nabestaanden het verzamelgraf en het beeld terug te kunnen vinden om er bloemen of andere tekenen van herdenking neer te leggen.
Een jaar later won Femmy Otten de Volkskrant Beeldende Kunst Prijs.